# Saint Laurent (Film)
Saint Laurent ist ein französisches Filmdrama aus dem Jahr 2014 über das Leben des französischen Modeschöpfers Yves Saint Laurent im Zeitraum 1967 bis 1976, als dieser auf dem Höhepunkt seiner Karriere war. Filmstart in den französischen Kinos war am 24. September 2014.

## Handlung
Paris, 1974: Der Modeschöpfer Yves Saint Laurent quartiert sich unter dem Namen „Swann“ (nach Marcel Prousts Romanfigur) in einem Hotel ein. Telefonisch führt er ein Interview, in dem er über seine Depressionen spricht.
Zeitsprung in das Jahr 1967: Yves Saint Laurent ist ein erfolgreicher Modemacher. Seine Kreationen sind begehrt, er kleidet zahlreiche Prominente, wie Marguerite Duras oder Catherine Deneuve ein. In einem Nachtklub lernt er das Chanel-Model Betty Catroux kennen, die ihn zu seinem „Smoking“ für Frauen inspiriert. Für diese Leistung wird der Franzose weltweit gefeiert, selbst der amerikanische Maler und Pop-Art-Künstler Andy Warhol richtet ihm per Brief seine Glückwünsche aus.
1970 verbringen Yves, sein Lebensgefährte Pierre Bergé und ihre Freunde den Sommer in Saint Laurents Villa Majorelle in Marrakesch. Dort arbeitet Yves an der „Libération“-Kollektion, die jedoch durchfällt. Er entschließt sich zu jenem berühmten Aktbild, mit welchem er seinen Duftstoff „YSL pour Homme“ bewirbt. Bergé versucht einstweilen die Verbindung zu Yves’ internationalen Geschäftspartnern in Sachen Mode zu lösen, nur mehr die „YSL“-Parfums sollen von amerikanischen Franchise-Nehmern vertrieben werden. Der Künstler selbst sucht in Begleitung von Betty Catroux und seiner neuen Muse Loulou de la Falaise Ablenkung im Pariser Nachtleben. Dort lernt er den Dandy Jacques de Bascher kennen, der auch mit Karl Lagerfeld befreundet ist („Die Leute denken, dass ich nicht arbeite. Aber ich arbeite: Ich inspiriere Karl!“). Saint Laurent verliebt sich Hals über Kopf in den gutaussehenden Lebemann und geht eine Affäre mit ihm ein. Sie feiern orgienhafte Partys und konsumieren exzessiv Rauschmittel. Saint Laurent gerät immer mehr in einen Teufelskreis aus Alkohol- und Tablettensucht. Das erste Opfer dieser wilden Feiern ist Yves’ Bulldogge Moujik, die nach dem Genuss verstreuter Medikamente stirbt.
Bergé beendet schließlich das Verhältnis zwischen Saint Laurent und Jacques de Bascher. Daraufhin tritt Yves nur mehr in Briefform mit seinem Ex-Liebhaber in Kontakt. Seine Schaffenskrise hält jedoch an. Bergé muss seinen Freund sogar zu Hause einsperren, damit dieser nicht wieder Zuflucht in den Drogen sucht. Nachdem Yves den schlafenden Pierre Bergé mit einer Skulptur erschlagen möchte, sucht der Geschäftsmann Hilfe. Ein Krankenhausaufenthalt wird unvermeidlich. Der Film alterniert ständig zwischen den Kindheitserinnerungen Saint Laurents sowie dem Künstler (gespielt von Helmut Berger) im Jahre 1989, der kurz vor seinem Rückzug aus der Welt der Mode steht.

Im Krankenhaus gelingt es Saint Laurent schließlich, neue Kleider zu entwerfen: Die Präsentation derselben stellen Bergé und Loulou de la Falaise mit dem YSL-Team alleine auf die Beine. Die Schau des Jahres 1976 wird ein großer Erfolg, dem der Meister selbst beiwohnen kann.
Der Film endet im Jahr 1977, als das Gerücht kursiert, Saint Laurent sei verstorben, und Journalisten der Zeitung Libération den Künstler in seinem Studio besuchen, um sich von dessen Lebendigkeit zu überzeugen. Bergé bittet Saint Laurent scherzhaft um ein Lebenszeichen („Bewege bitte den Arm, damit wir sehen, dass du lebst!“): Dieser grinst daraufhin teuflisch in die Kamera.

## Entstehung und Produktion
Drehbeginn des Filmes war im September 2013. Aufgrund des bevorstehenden Erscheinens des Films Yves Saint Laurent, der ebenfalls vom Leben des Modeschöpfers handelt, wurde die Veröffentlichung zunächst auf Oktober 2014 verschoben. Die Uraufführung fand schließlich im Mai 2014 in Cannes statt.
Im Gegensatz zu Jalil Lesperts Yves Saint Laurent wurde der Film von Pierre Bergé, dem Geschäftspartner und Lebensgefährten des verstorbenen Saint Laurent, nicht autorisiert. Daher konnte nicht an den Originalschauplätzen gedreht werden, auch Originalstücke aus den Kollektionen blieben Bonello und seinem Team verwehrt. Bergé hatte im Vorfeld sogar mit einer Klage gedroht, falls Urheberrechte verletzt würden.
Helmut Berger, der hier den alternden Yves Saint Laurent darstellt, war mit dem Modeschöpfer befreundet. Für den Film Gewalt und Leidenschaft (1974) entwarf Saint Laurent speziell für Helmut Berger auf den Film zugeschnittene Kostüme. Für den Film Die romantische Engländerin (1975) wurde Berger erneut von ihm ausgestattet. Regisseur Bonello nannte auf einer Pressekonferenz in Cannes die Besetzung mit Berger eine „einleuchtende Wahl“. Der alternde Yves Saint Laurent wird von Berger gespielt, aber von Gaspard Ulliel im Originalton synchronisiert.
Der Regisseur des Films, Bertrand Bonello, hat zwei Gastauftritte; einmal als Fotograf einer YSL-Werbung, in der allerdings nur seine Stimme zu hören ist, sowie einen zweiten Auftritt als Journalist gegen Ende des Films.

## Kritik
Die Kritiken waren überwiegend positiv. So beurteilte Le Monde Saint Laurent als Bonellos „zweifellos vollständigste und kompletteste Arbeit“.
Unter den wenigen überwiegend negativen Kritiken wurde oft die Zusammenstellung der Szenen kritisiert. So meinte Paris Match: „Das Problem ist, dass er [Bonello] durch das Jonglieren mit den „Flashbacks“ einen Film schafft, der, das kann man wohl sagen, stark zusammenhanglos wirkt.“
Für den Schweizer Tages-Anzeiger präsentiert der Film eine „sonst […] eher seelenlose Ästhetik, die der Couturier angeblich selber zum Programm erhoben haben soll.“ „Die Bilder spiegeln das Seelenleben eines Mannes, der beklagt, nie wirklich gelebt zu haben, und seinen Lebensüberdruss im Drogenrausch vergessen will.“ Des Weiteren wurde Ulliels Darstellung als „weit weniger überzeugend“ als jene von Pierre Niney im Film Yves Saint Laurent kritisiert.

## Auszeichnungen
- Internationale Filmfestspiele von Cannes 2014:

Palm Dog – Special Mention (Moujik)
weitere Nominierungen: Goldene Palme (Bertrand Bonello); Queer Palm (Bertrand Bonello)
- International Cinephile Society Awards 2014:

Bester Regisseur (Bertrand Bonello)
- Satellite Awards 2014

Nominierung: Bestes Kostümdesign (Anaïs Romand)
- César 2015

Beste Kostüme (Anaïs Romand)
weitere Nominierungen: Bester Hauptdarsteller (Gaspard Ulliel), Beste Nebendarsteller (Louis Garrel und Jérémie Renier), Bester Regisseur (Bertrand Bonello), Bester Film, Bester Ton, Beste Kamera, Bester Schnitt und Bestes Szenenbild
- Magritte 2015

Bester Nebendarsteller (Jérémie Renier)
- Prix Lumières 2015

Bester Hauptdarsteller (Gaspard Ulliel)
weitere Nominierungen: Bester Film, Bestes Drehbuch und Beste Regie
- International Cinephile Society Awards 2016:

Bester Hauptdarsteller (Gaspard Ulliel)
weitere Nominierungen: Bester Nebendarsteller (Helmut Berger) und Bestes Szenenbild (Katia Wyszkop)